# Neumarkt im Mühlkreis
Neumarkt im Mühlkreis è un comune austriaco di 3 145 abitanti nel distretto di Freistadt, in Alta Austria; ha lo status di comune mercato (Marktgemeinde).